# NGC 419
NGC 419 est un amas ouvert du Petit Nuage de Magellan (PNM) situé dans la constellation du Toucan.
Il a été découvert par l'astronome écossais James Dunlop en 1826.
Une étude des amas NGC 416 et NGC 419 montre qu'ils sont relativement vieux, 2,5 ± 0,7 milliards d'années pour NGC 416 et 1,2 ± 0,5 milliard d'années pour NGC 419.
Dans une étude plus récente, l'âge de NGC 419 est estimé à (1,45 ± 0,05) milliard d'années, sa métallicité à -0,66 [Fe/H], sa masse est égale à 0,64+0,14
−0,15 x 105 {\displaystyle M_{\odot }} et finalement sa luminosité est de 3,49+0,62

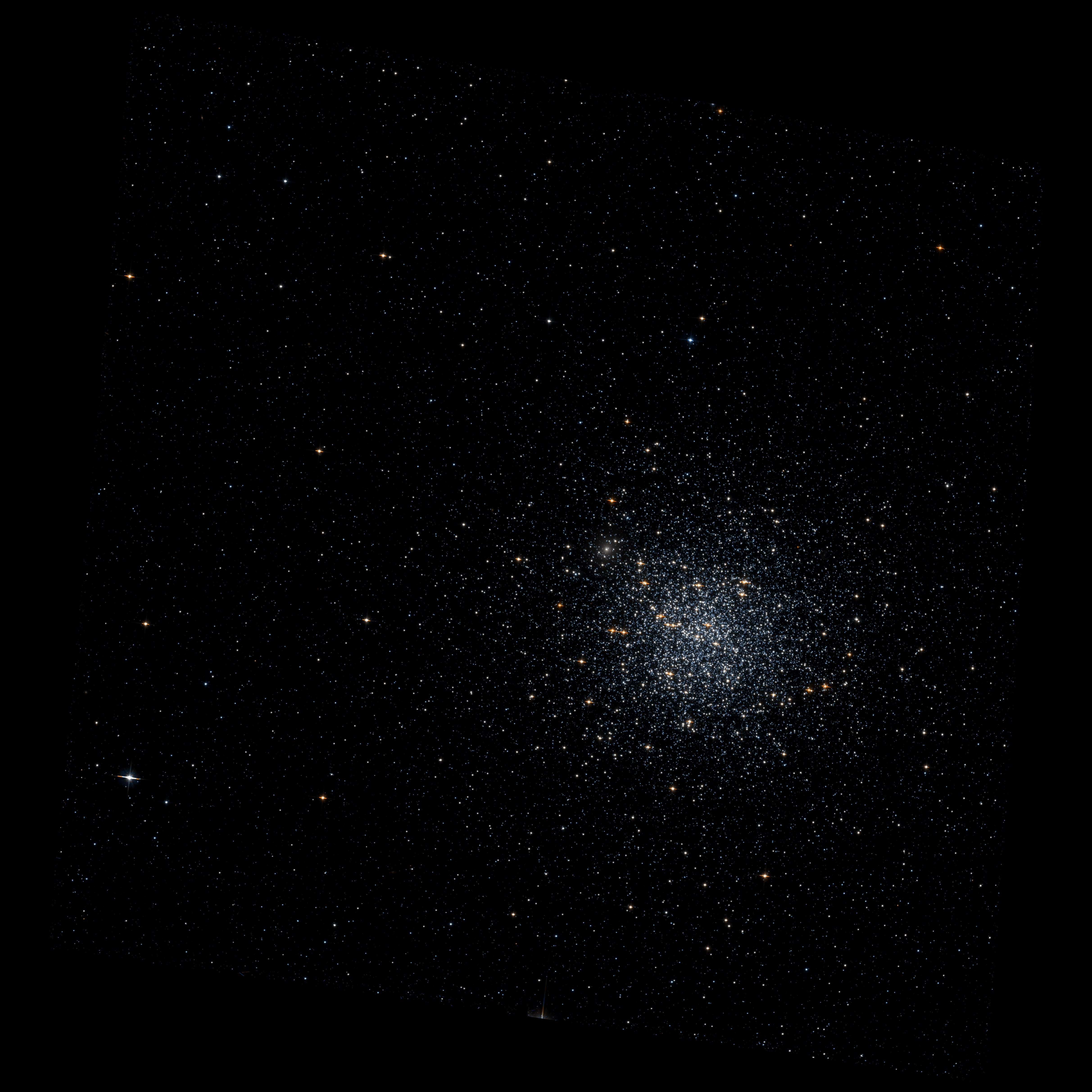
NGC 419 par le télescope spatial Hubble.

−0,51 x 105 {\displaystyle L_{\odot }}.